# Pholiota pinicola
Pholiota pinicola Jacobsson – gatunek grzybów należący do rodziny pierścieniakowatych (Strophariaceae).

## Morfologia
Kapelusz
Średnica 2,5–5,9 cm, kształt półkulisto-wypukły z garbkiem i podwiniętym brzegiem. Powierzchnia naga, żółta do pomarańczowej, na brzegu czerwonobrązowe, zwisające resztki osłony.
Blaszki grzyba
Przyrośnięte z ząbkiem, początkowo żółte do pomarańczowych, potem od zarodników zmieniające barwę na czerwonawobrązową. Ostrza równe, jaśniejsze.
Trzon
Wysokość 5,2–9,7 cm, grubość do 1,3 cm, sprężysty, cylindryczny, u podstawy nieco rozszerzony, zakrzywiony. Powierzchnia podłużnie włóknista z pozostałościami czerwonobrązowej osłony, u podstawy czerwonawa. Pierścień nietrwały, szybko zanikający, włóknisty, początkowo żółtawy, potem zmieniający kolor na czerwonawobrązowy w wyniku osadzania się zarodników.
Miąższ
O słabym, ziołowym zapachu.
Cechy mikroskopowe
Podstawki maczugowate, 4-zarodnikowe ze sprzążkami bazalnymi (24,1–)26,8–30,4(–31,9) × (5,4–)6,8-8,4(–8,5) µm. Basidiospory elipsoidalne do cylindrycznych, gładkie, szkliste, z gutulami i wierzchołkowymi porami rostkowymi (7,5–)8,1–9,5(–10,4) × (4,1–)4,6–5,5(-5,9) µm, Q = 1,5–2,1, Qe = 1,8. Cheilocystydy wrzecionowate z główkami (23,2–)25,6–32,5(–34,0) × 4,5–7,2(–8,7) μm. Pleurocystyd brak. Skórka zbudowana z nitkowatych, równoległych, zżelowanych strzępek z żółtawo-brązowym pigmentem.

## Systematyka i nazewnictwo
Pozycja w klasyfikacji: Pholiota, Strophariaceae, Agaricales, Agaricomycetidae, Agaricomycetes, Agaricomycotina, Basidiomycota, Fungi.
Synonim: Flammula pinicola (Jacobsson) Noordel. 2011.

## Występowanie i siedlisko
Podano stanowiska tylko w Europie. Brak go w opracowanym przez Władysława Wojewodę w 2003 r. wykazie wielkoowocnikowych grzybów Polski, po raz pierwszy jego stanowiska podali Anna Kujawa i inni w 2019 r. (jako Flammula pinicola) Aktualne stanowiska podaje także internetowy atlas grzybów. Znajduje się w nim na liście gatunków zagrożonych i wartych objęcia ochroną.
Grzyb saprotroficzny rozwijający się na spróchniałym drewnie sosnowym, często na drewnie zagrzebanym w ziemi.